# Rastrineobola argentea
Rastrineobola argentea är en fiskart som först beskrevs av Pellegrin, 1904.  Rastrineobola argentea ingår i släktet Rastrineobola och familjen karpfiskar. IUCN kategoriserar arten globalt som livskraftig. Inga underarter finns listade i Catalogue of Life.